# Collonges-lès-Premières
Collonges-lès-Premières è un ex comune francese di 782 abitanti situato nel dipartimento della Côte-d'Or nella regione della Borgogna-Franca Contea. In data 28 febbraio 2019 è stato unito al comune di Premières per formare il nuovo comune di Collonges-et-Premières.

## Società

### Evoluzione demografica
Abitanti censiti